# Salt Lake County
Salt Lake County är ett administrativt område i delstaten Utah, USA, med 1 029 655 invånare enligt 2009 års folkräkning, vilket gjorde det till det 38:e folkrikaste countyt i USA. Den administrativa huvudorten (county seat) är Salt Lake City, som även är delstaten Utahs huvudstad och största stad. 
Countyt har fått sitt namn från sjön Great Salt Lake. Countyt ligger i dalen Salt Lake Valley och delar av de omgivande bergen, Oquirrh-bergen i väst och Wasatch Range i öst. Delar av sjön som gett countyt dess namn är också innanför dess gränser. Countyt är känd för sina skidorter som lett till att Salt Lake City varit värd för Vinter-OS 2002.

## Geografi
Enligt United States Census Bureau har countyt en total area på 2 092 km². 1 910 km² av den arean är land och 292 km² är vatten.

### Angränsande countyn
- Tooele County - väst
- Utah County - syd
- Wasatch County - sydöst
- Summit County - öst
- Morgan County - nordöst
- Davis County - nord